# Djupån, Huddinge kommun

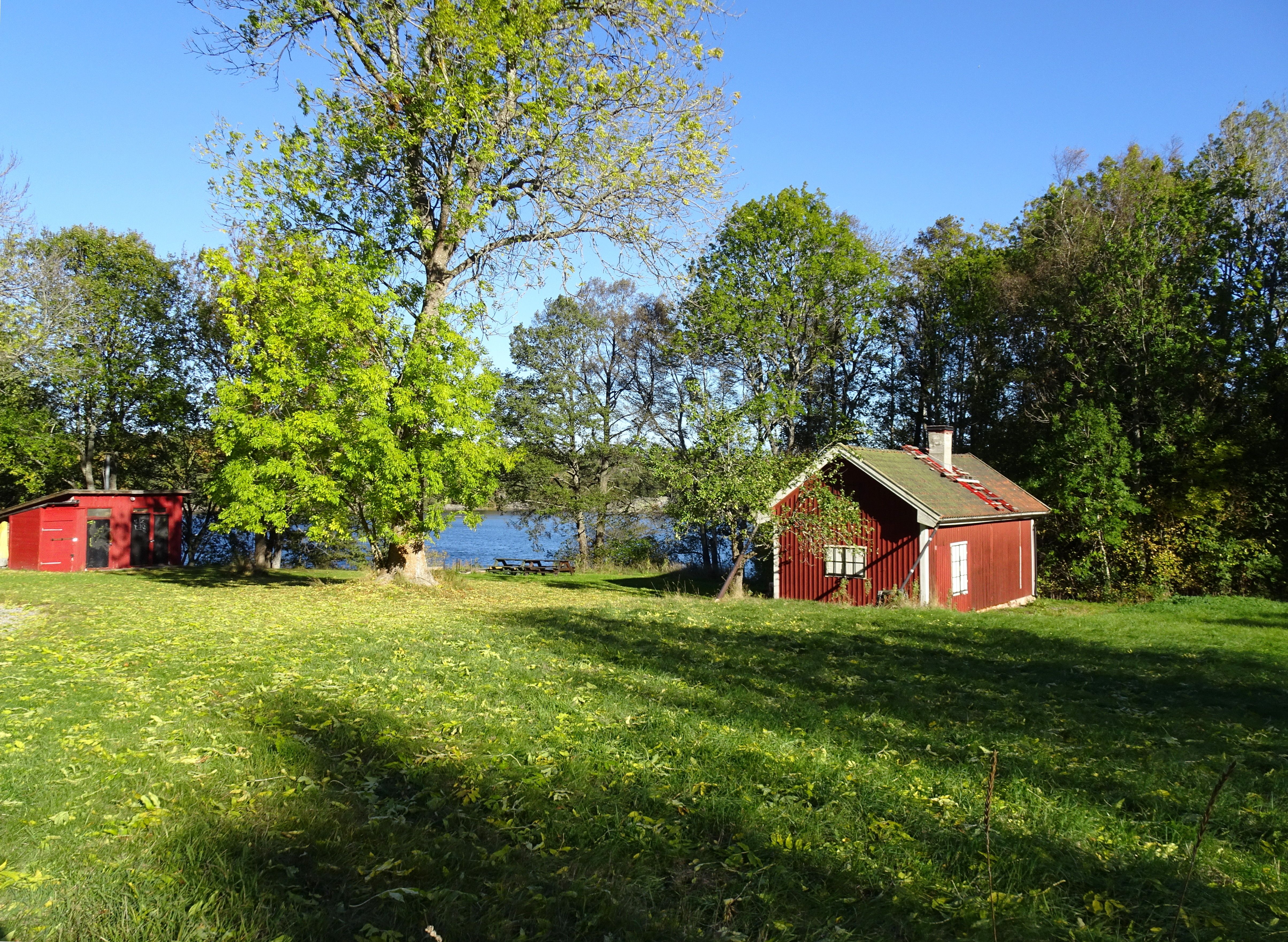
Ångsmarkerna och torpet Djupån, 2016.

Djupån är ett vattendrag och ett torp i Ågesta i östra delen av Huddinge kommun. Området ingår i Ågesta friluftsområde. Vid Djupåns bergsbrant mot sjön Magelungen finns några jättegrytor.

## Torpet Djupån

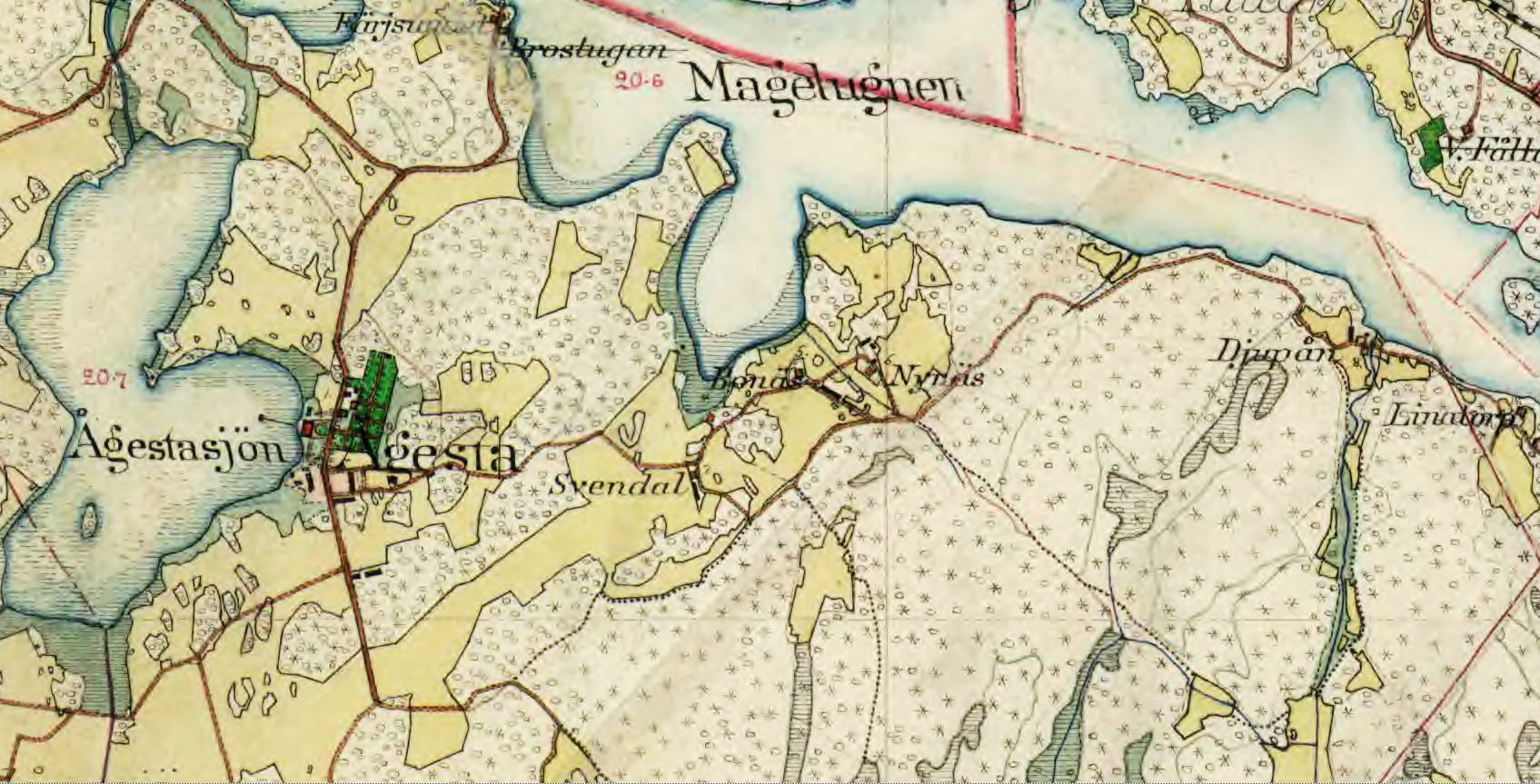
Ågesta gård och Djupån 1900

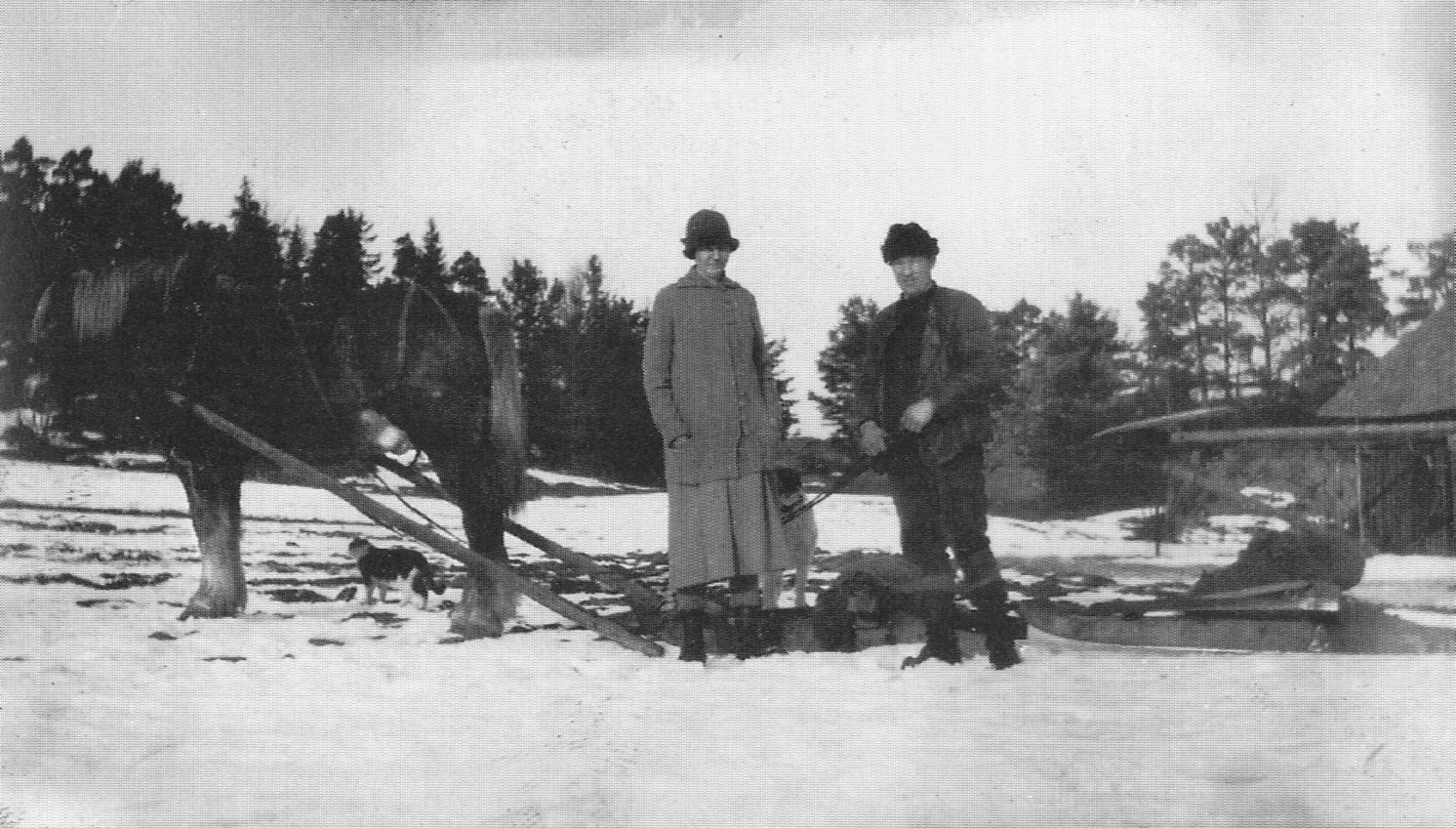
Torparparet Svea och Sven Olsson 1927

Torpet Djupån eller Djupå torp lydde ursprungligen under Ågesta gård. Uppgifter om innehavare finns från 1720. I husförhörslängderna från 1740 framgår att paret Lars Mattsson och Anna Nilsdotter var torpare. Nuvarande torpstugan uppfördes troligen på 1800-talet. Djupån brukades som egenständig gård fram till 1920-talet. 
På ett fotografi från 1927 syns Djupån med torparparet Svea och Sven Olsson tillsammans med sin häst Pelle och katten Måns. 1932 övertog sonen Gustaf torpet, men nu på arrende. Ägaren var ingenjör Lennart Hellstedt på Ågesta gård. På 1940-talet hörde sju hektar åkermark till Djupån. Det fanns en häst, tre unghästar två kor och två ungdjur samt en minkfarm. Idag ägs Djupåtorpet av Stockholms stad.
En vattenkvarn kallad Djupa kvarn har funnits efter bäcken, men det exakta läget har inte varit möjligt att återfinna. Kvarnen var en husbehovskvarn för Ågesta och omnämns i husförhörslängderna sedan 1792. Kring sekelskiftet 1800 hette mjölnaren Qvarnlöv.

## Vattendraget Djupån
Ån Djupån börjar i Lännaskogens naturreservat och rinner sedan genom en djup bäckravin innan den når ängsmarkerna runt torpet Djupån där den mynnar i östra delen av sjön Magelungen. Ån ingår i Tyresåns sjösystem. Runt torpet och på bägge sidor om bäcken finns öppen ängsmark efter en gammal slåtteräng.  Skogen runt slåtterängen är en blandskog med bland annat grova aspar, sälgar, björkar, tall och gran. Bäcken, bäckravinen och den väg som slingrar sig ca 700 meter söderut längs vattendraget är viktiga delar i detta äldre kulturlandskap. Namnet Djupån härrör från bäckens läge mellan två berg. 

## Djupåns jättegrytor
På den branta udden ca 200 meter nordväst om torpet finns en ansamling av totalt sju jättegrytor med varierande storlek. Den största är inhägnad och mäter tre till fyra meter i diameter. Jättegrytor är runda grytliknande formationer i berget som uppkommit under istiden genom att lösa stenar under årtusendens satts i rörelse av vattenmassor och på så sätt slipat fram djupa hål i berget.

## Bilder

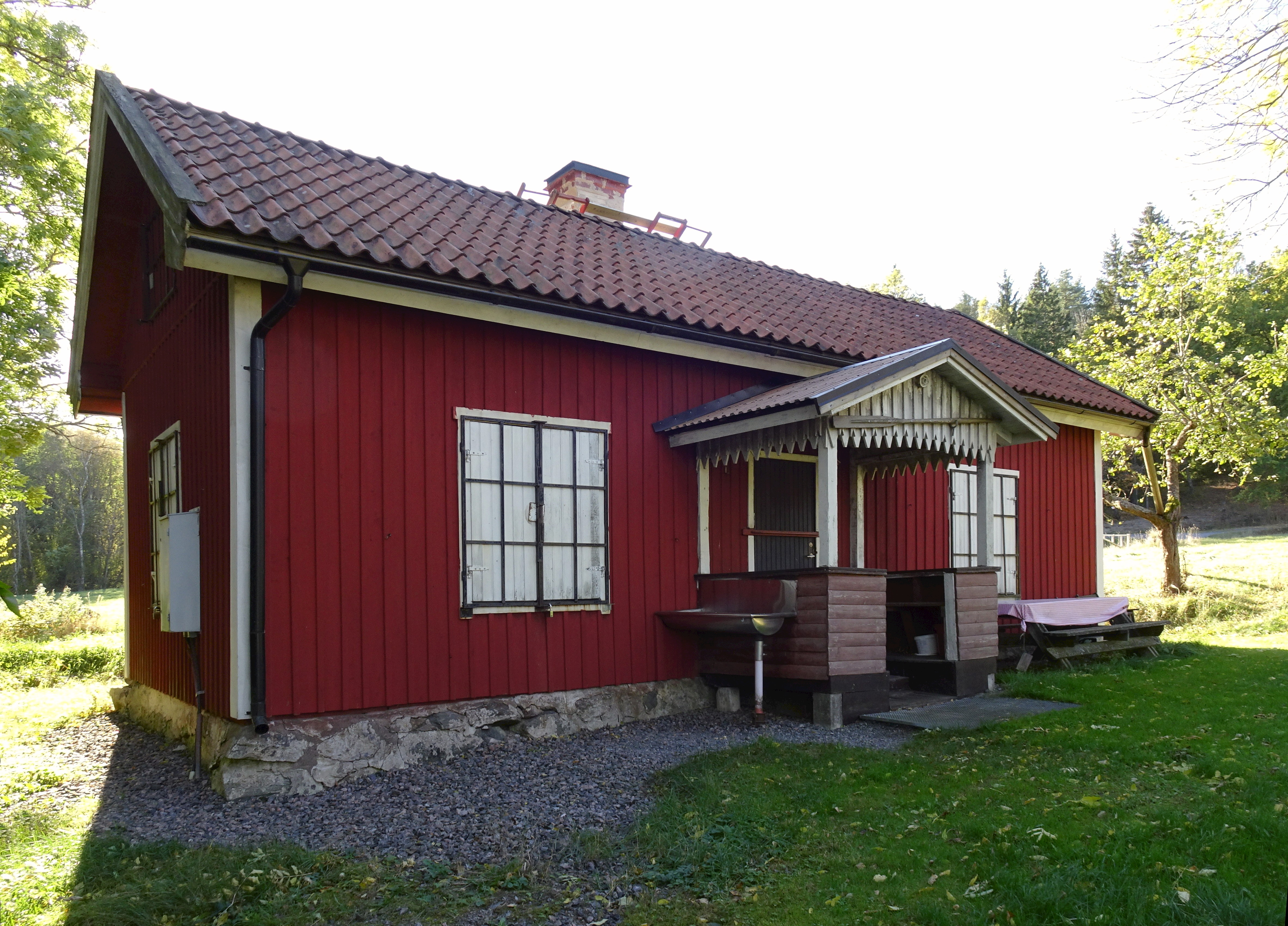
Torpet Djupån
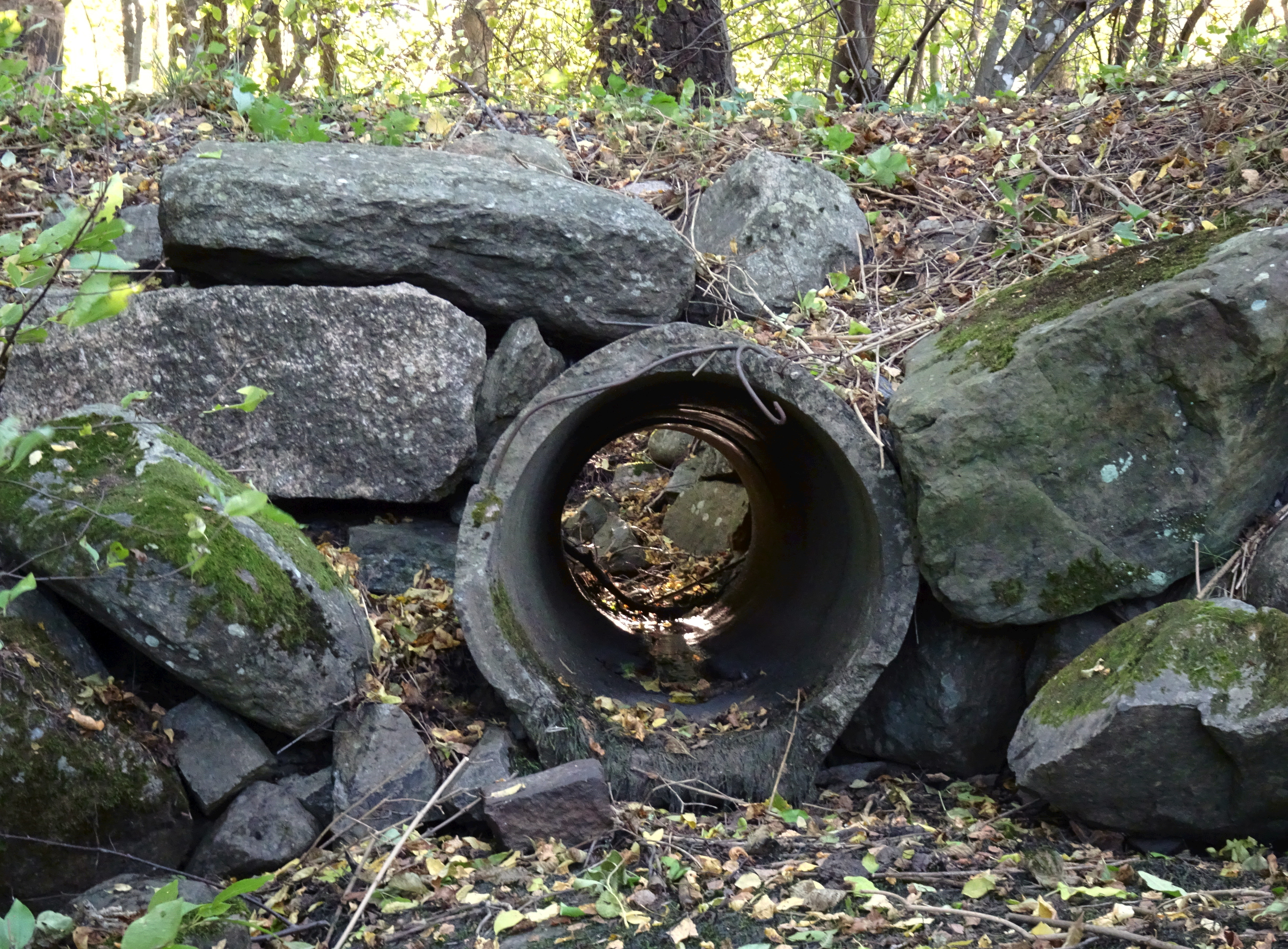
Djupån vid torpet
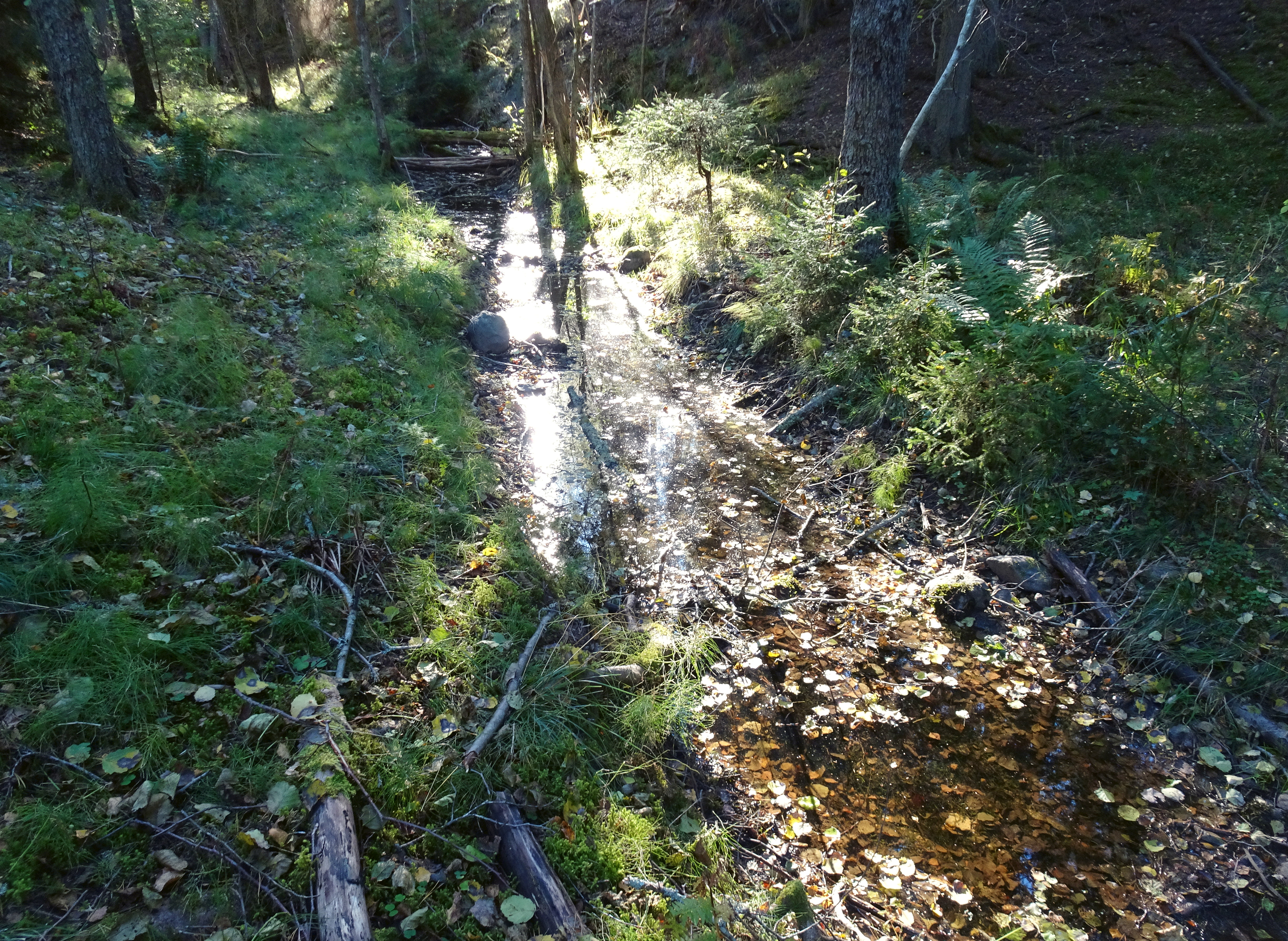
Djupåns bäckravin
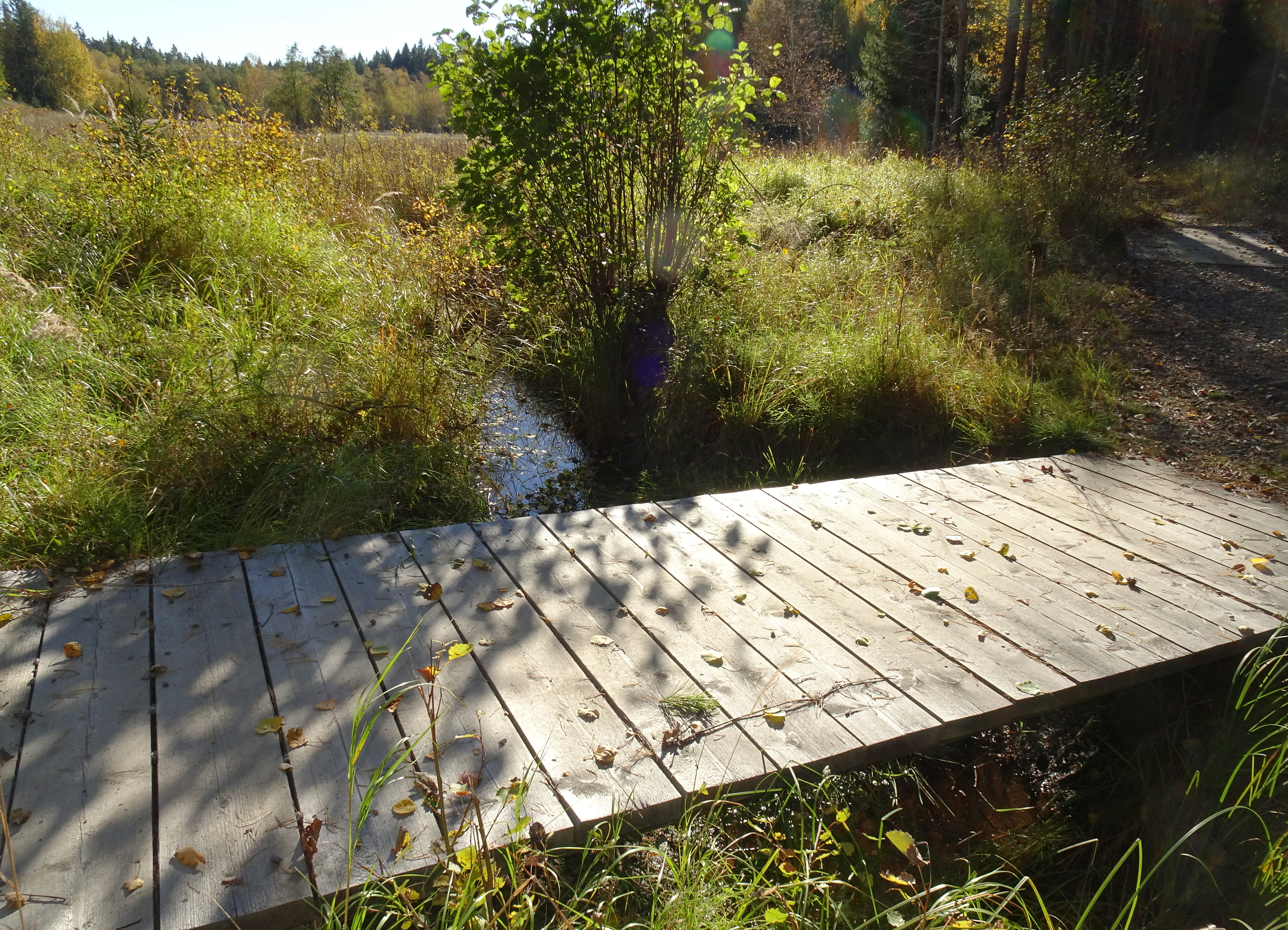
Landskapet vid Djupåns södra del
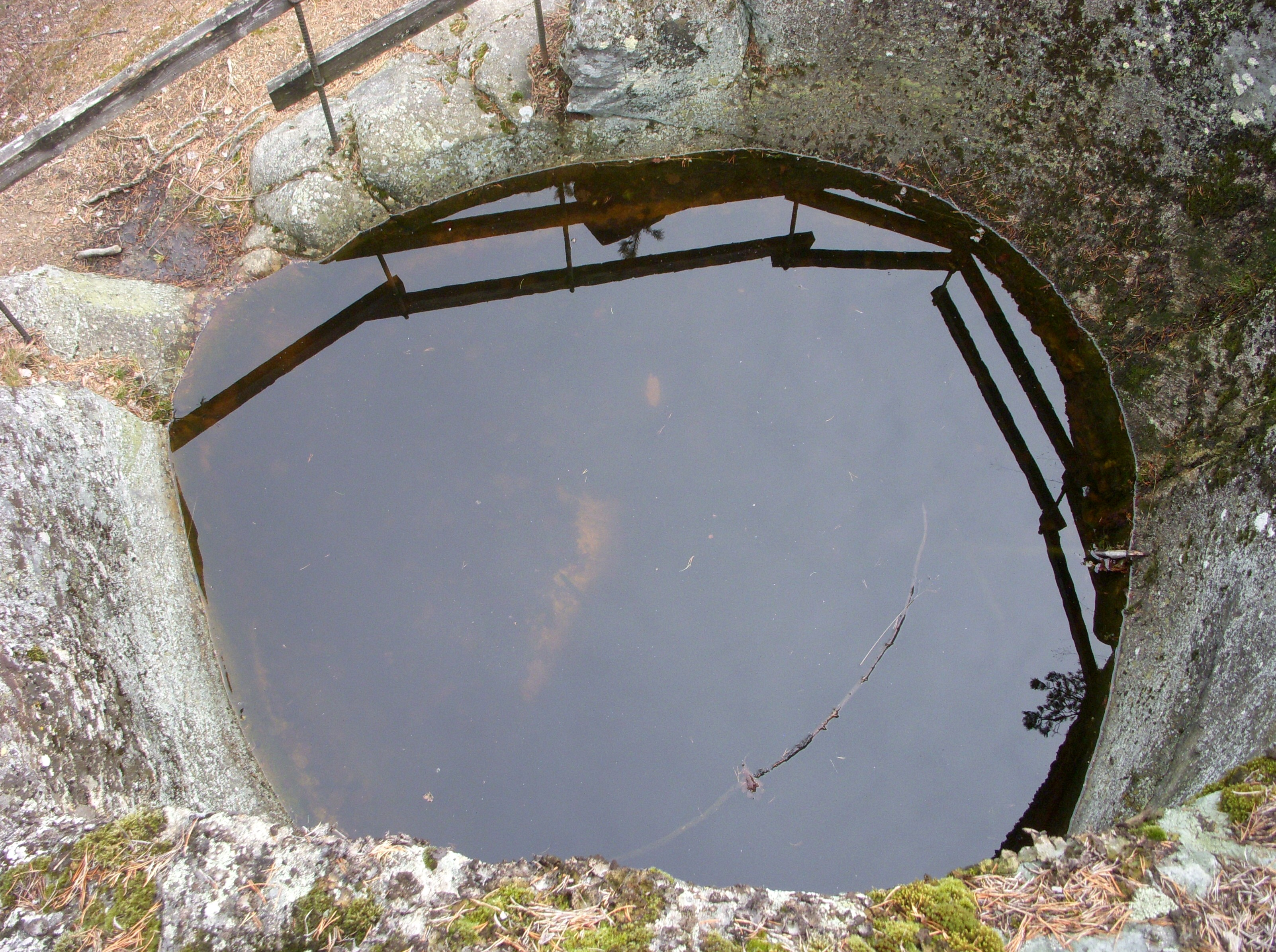
Stora jättegrytan